# 🇧🇻
🇧🇻 is een Unicode vlagsequentie emoji die gebruikt wordt als regionale indicator voor het onbewoonde eiland Bouvet. De meest gebruikelijke weergave is die van de vlag van Noorwegen, maar op sommige platforms (waaronder Microsoft Windows) ziet men de letters BV.
De vlagsequentie is opgebouwd uit de combinatie van de Regional Indicator Symbols 🇧 (U+1F1E7) en 🇻 (U+1F1FB), tezamen de ISO 3166-1 alpha-2 code BV voor Bouvet vormend.
Deze emoji is in 2010 geïntroduceerd met de Unicode 6.0-standaard.

## Gebruik
Deze emoji wordt gebruikt als regionale aanduiding van Bouvet.

## Codering

De Twemoji-implementatie

### Unicode
In Unicode vindt men de 🇧🇻 met de codesequentie U+1F1E7 U+1F1FB (hex).

### Shortcode
Er zijn shortcodes voor 🇧🇻; in Github kan deze opgeroepen worden met :bouvet_island:, in Slack kan het karakter worden opgeroepen met de code :flag-bv:.